# Routa (obrazec)

Routa jako heraldická figura

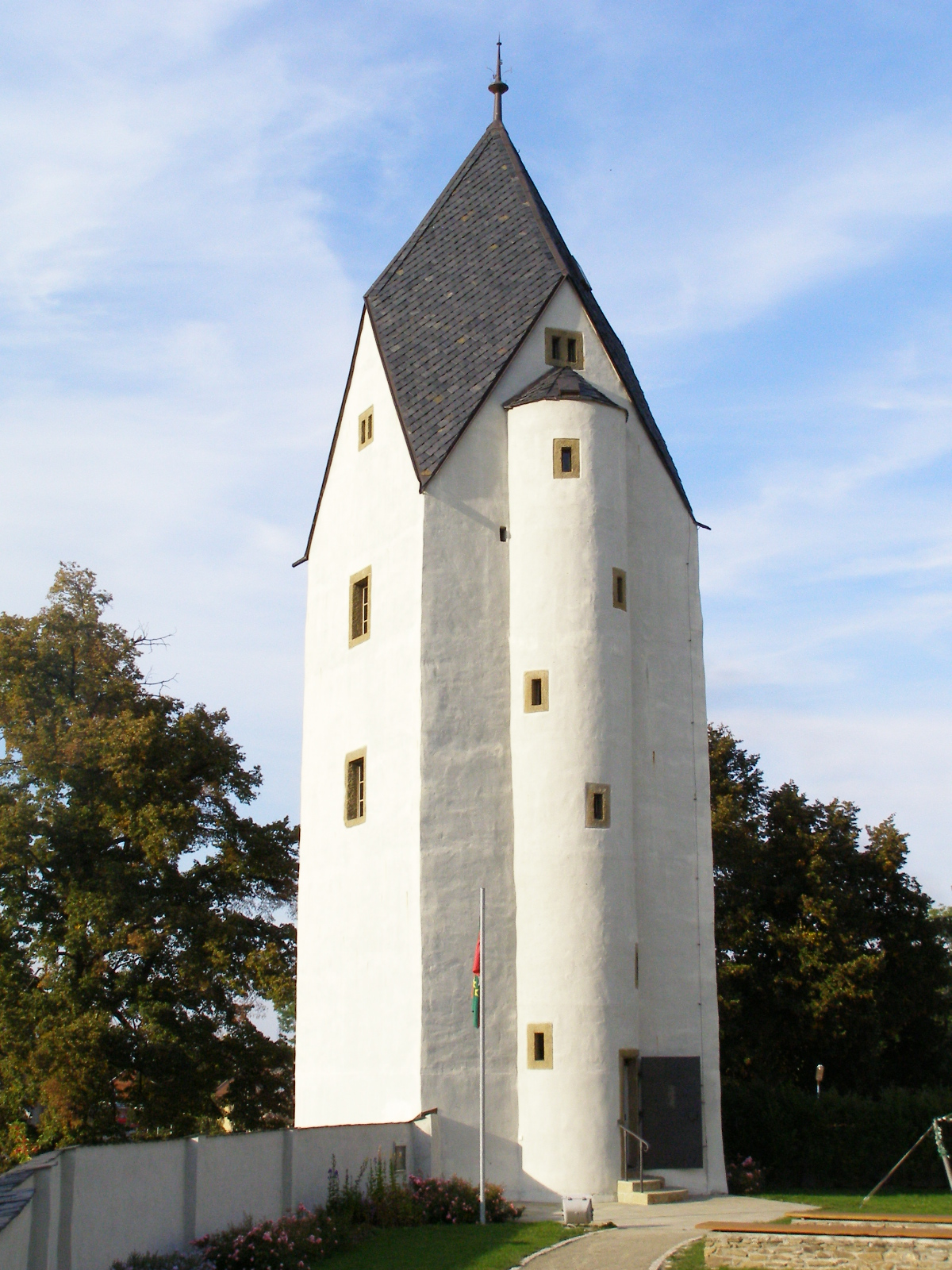
Routovou střechu má tvrz v Drahanovicích

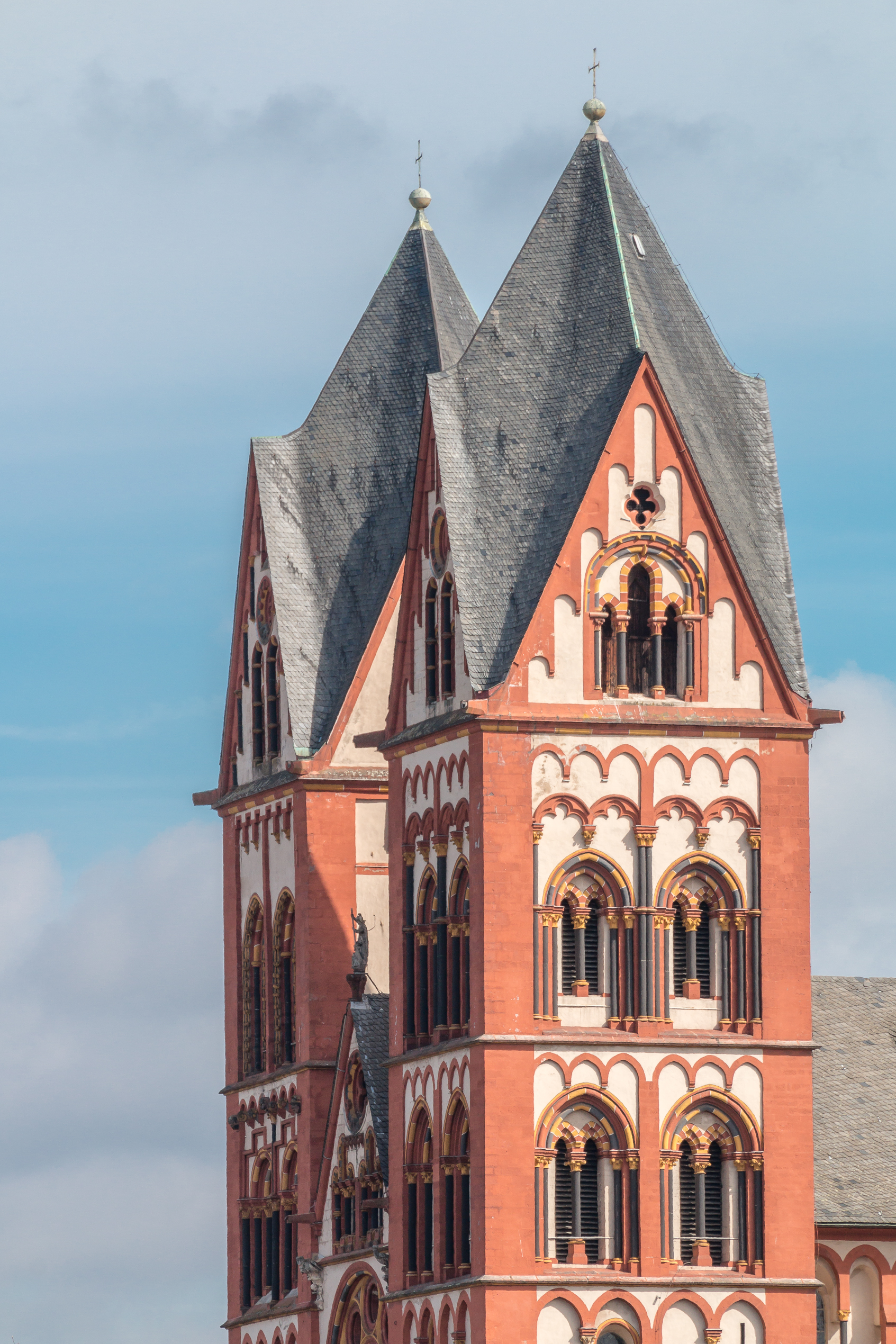
Routové střechy věží katedrály v Limburg an der Lahn

Routa je starší označení pro kosočtverec, případně pro geometrický obrazec odvozený od kosočtverce, tedy se dvěma na sebe kolmými osami. Pojem routa se používá zejména v heraldice a v popisu ornamentálních dekorací a vzorů. Od routy jako geometrického tvaru je také odvozeno označení routa pro typ plochého výbrusu drahokamu s kosočtverečnými facetami.
Tvar routy dal jméno také routové střeše, což je zvláštní typ střechy typické pro románské věže kostelů. Je složená ze čtyř kosočtverečných ploch a vytváří štíty na všech čtyřech stěnách věže. Častější je v Německu a Rakousku (v němčině se pro ni dokonce používá také výraz Rheinischer Helm – „rýnská helmice“), v českých zemích používána zřídka a spíše až v době romantických novorománských úprav v 19. století. Routovou střechu má na českém území například Kostel Navštívení Panny Marie ve Vimperku, Kostel svatého Havla v Poříčí nad Sázavou nebo Černá věž tvrze v Drahanovicích.
V symbolické rovině routa připomíná pomíjejícnost a nerovnost všeho pozemského. Routový věnec je symbolem trnité koruny Kristovy.

## Ornament
Routa je také oblíbenou součástí různých ornamentálních vzorů v architektuře, užitém umění a knižním malířství.
Od středověku je routový vzor oblíbený pro dekoraci pobíjených dveří a bran v podobě ozdobného mřížového kování z nýtovaných pásů. V polích tohoto vzoru jsou pak často umístěny znaky, heraldické figury nebo jiné dekorace. Nejstarším dokladem použití routového vzoru nýtované mříže je patrně křídlo dveří do kaple na hradě Karlštejně, datované do doby panování Karla IV.
V knižní vazbě je routa ustálený termín pro dekorativní prvek připomínající tvarem diamantový řez, například v knižní vazbě při orámování knihvazačských kolků nebo při válečkové výzdobě zrcadla pozdně gotické a renesanční vazby.

Routový vzor je oblíbený také v oděvním designu, kde se pro něj používá označení argyle (odvozené od tartanu klanu Campbell z Argyllu).

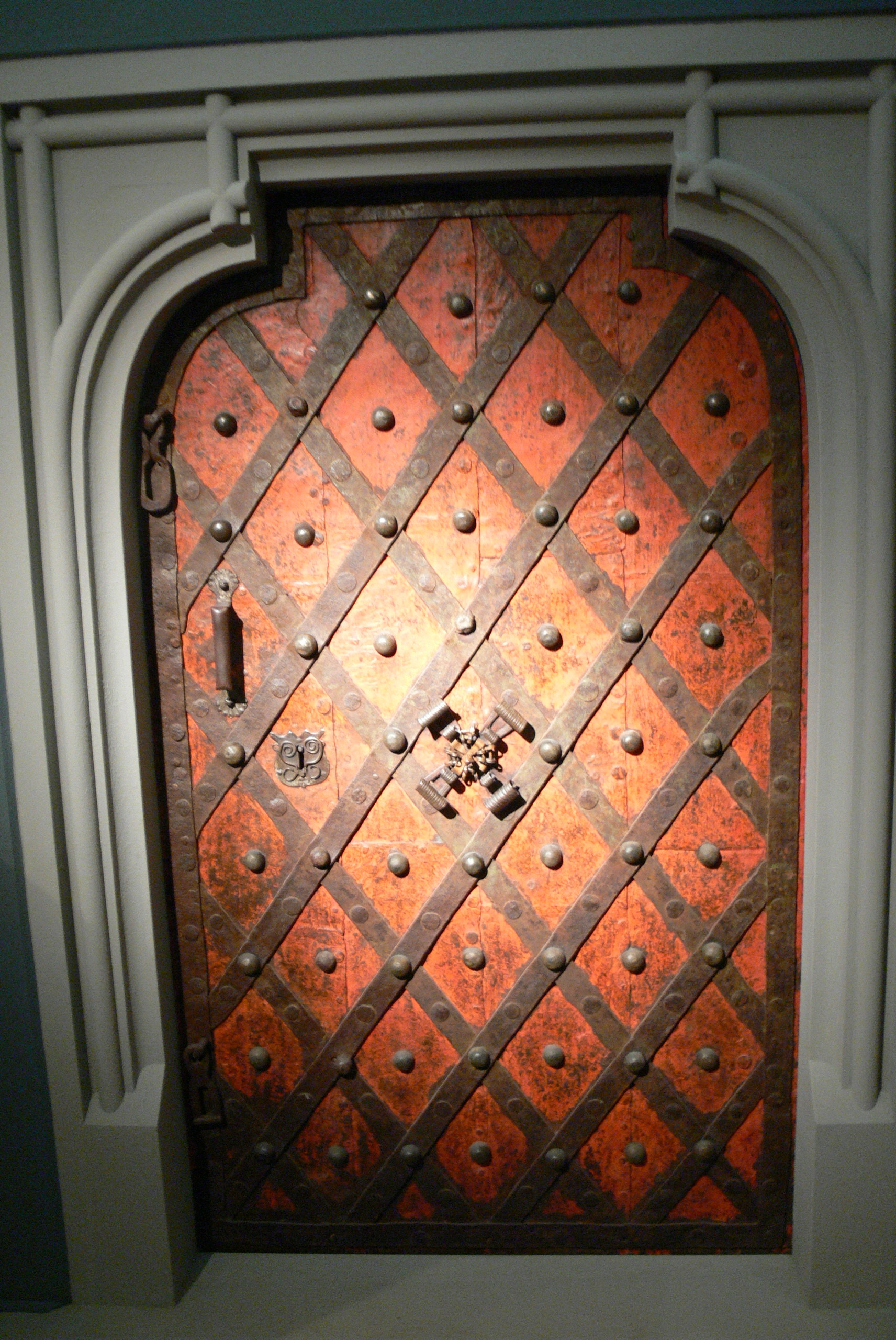
Routované dveře sakristie ze 16. století, dnes v muzeu gotického umění v Leogangu
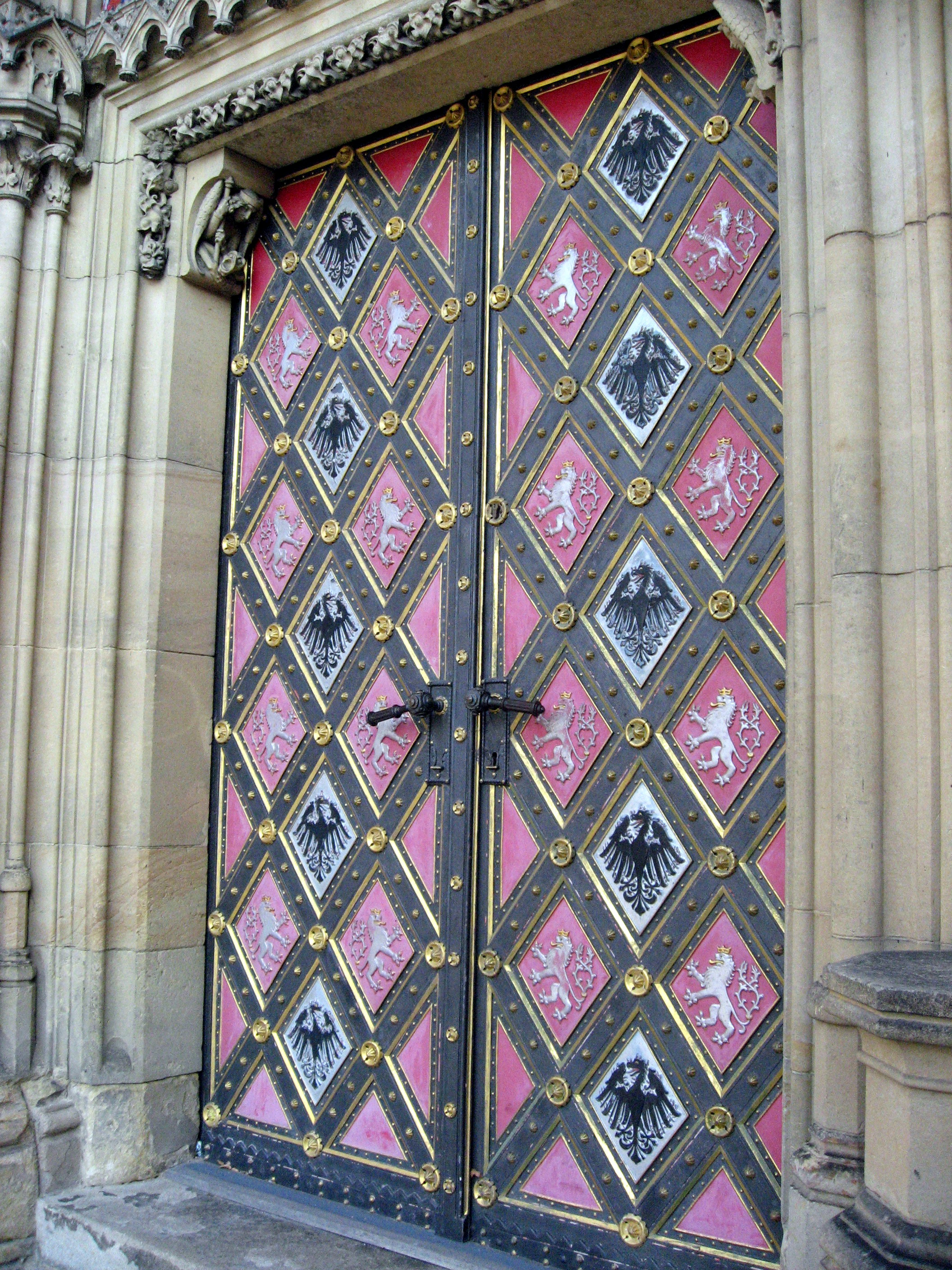
Novogotické routované dveře baziliky svatého Petra a Pavla na Vyšehradě s českými lvy a přemyslovskými orlicemi v routových plochách
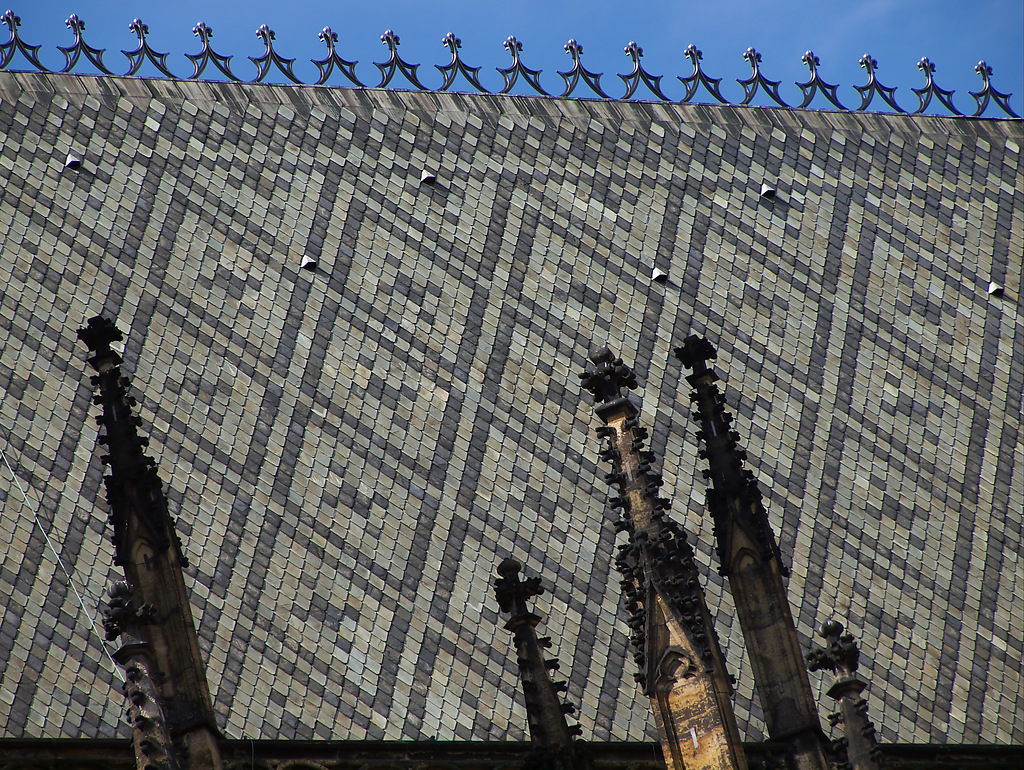
Routový vzor vytvořený z tašek na střeše katedrály svatého Víta, Václava a Vojtěcha v Praze
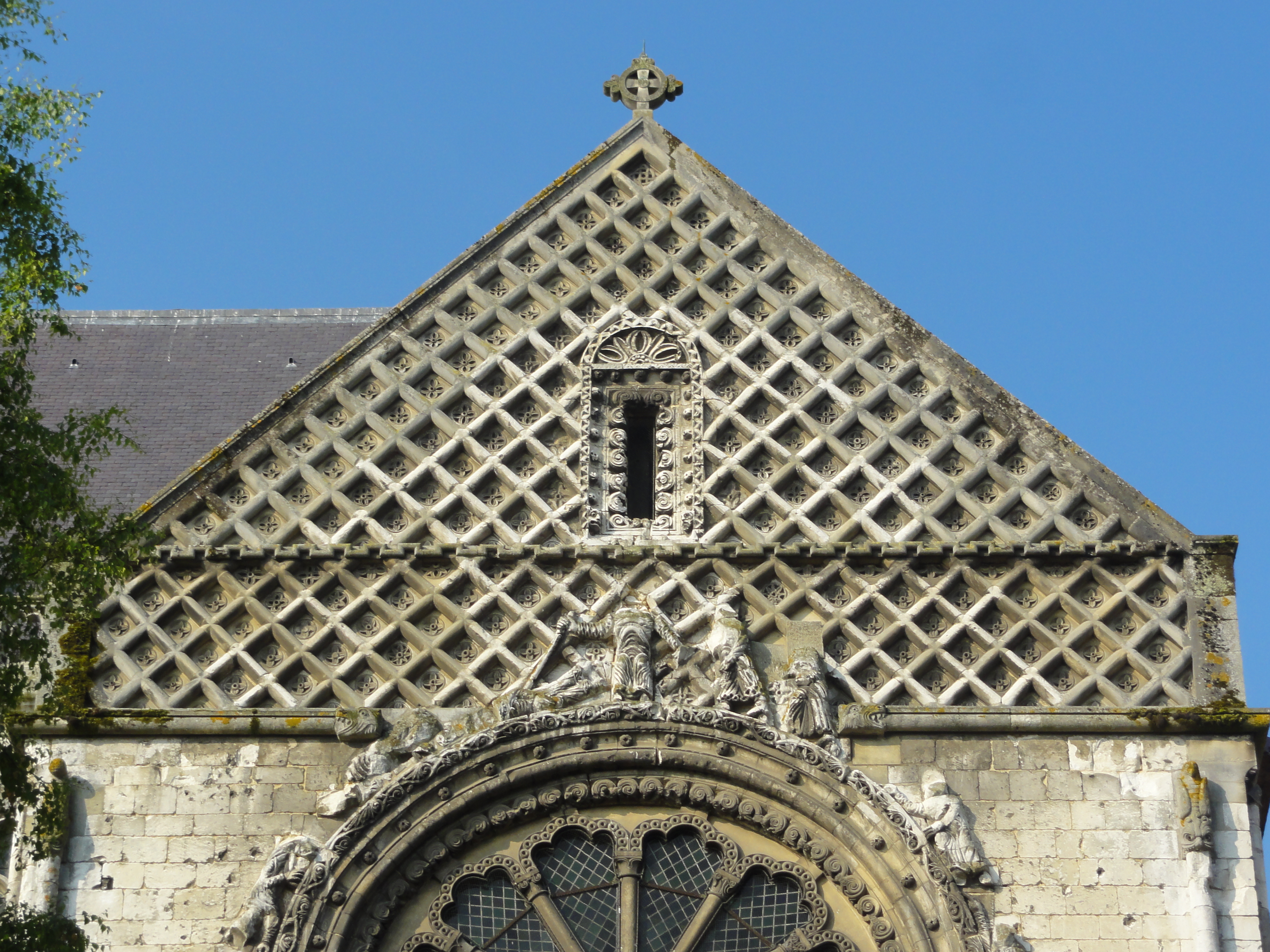
Reliéfní routový vzor na štítu kostela svatého Štěpána v Beauvais
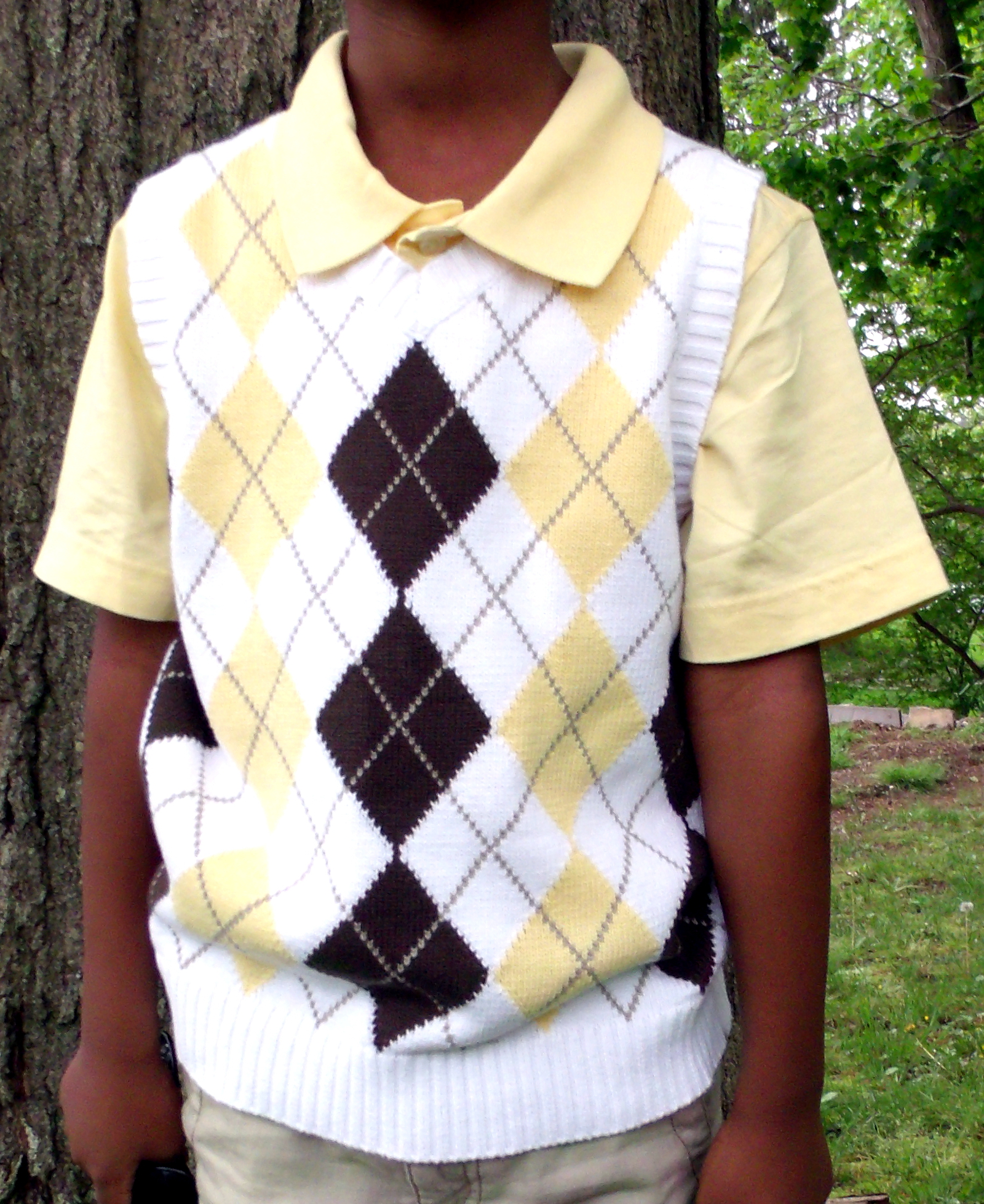
Routový vzor (argyle) na svetru
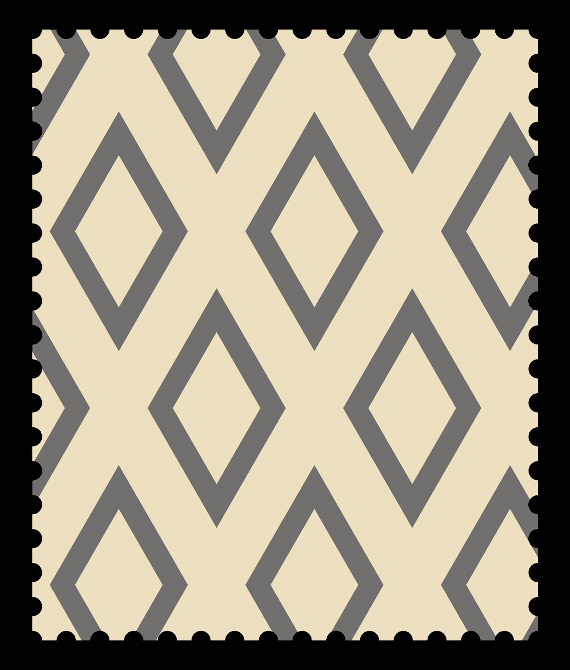
Routový vzorek používaný jako vodoznak na poštovních známkách

## Heraldika
Routa v heraldice je heroldská figura. Analogicky se používá též ve vexilologii. Tvar a velikost routy není předmětem heraldického popisu, takže může být velmi úzká a naopak velmi široká až do podoby nakoso postaveného čtverce. Konkrétní vyobrazení rout závisí na daných prostorových podmínkách plochy štítu nebo pole.
Od routy je odvozen termín routování, který se používá, pokud je plocha štítu nebo heraldická figura pokryta routami, které se vzájemně dotýkají. Speciálním případem je bavorské routování, vycházející ze znaku a vlajky Bavorska. Jsou-li heraldické figury sestaveny z rout, používá se termín routový.

Routa se může použít také jako tvar štítu. Routový štít má tvar kosočtverce a je nazýván také dámským štítem. Od tvaru routy, tedy kosočtverce, používaného pro heraldické znaky žen, pochází podle názoru některých badatelů symbol kosočtverce znázorňující ženské přirození.

Zelená routa na stříbrném poli – znak obce Vieillevigne ve Francii
Vlajka Brazilského císařství s vepsanou položenou routou se státním znakem
Na znaku obce Fronhausen v Hesensku symbolizuje sedm rout sedm místních částí
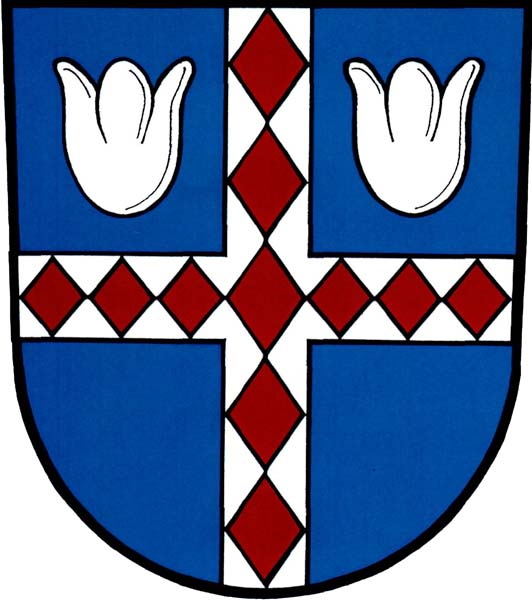
Znak obce Roudno – stříbrný, červeně routovaný heroldský kříž
Malý státní znak Bavorska s bavorským routováním
Routový štít ve znaku Markéty Parmské